# ロゲ (衛星)
ロゲ (Saturn XLVI Loge) は、土星の第46衛星である。逆行軌道で土星を公転する不規則衛星で、北欧群に属する。
2006年3月6日に、スコット・S・シェパード、デビッド・C・ジューイット、ジャン・カリーナ (Jan Kleyna) らの観測チームによって発見された。観測にはすばる望遠鏡が用いられている。発見は同年6月26日に小惑星センターのサーキュラーで、6月30日に国際天文学連合のサーキュラーで公表され、S/2006 S 5 という仮符号が与えられた。
2007年4月5日に、北欧神話に登場する、海神エーギルの兄弟でもある火の支配者ロギに因んで命名され、Saturn XLVI という確定番号が与えられた。
ロゲのアルベドを 0.04 と仮定すると、直径は 6 km と推定される。土星からの平均距離は約 23,059,000 km で、1311日ほどかけて土星を一周している。